# Paulo de Thurn e Taxis
Paulo Maximiliano Lamoral (Alemão: Paul Maximilian Lamoral) foi príncipe de Thurn e Taxis. Sua família foi responsável pelo Serviço Postal de Thurn e Taxis, empresa privada que sucedeu o Kaiserliche Reichspost, do Sacro Império Romano-Germânico, e desempenhou um importante papel nos serviços postais europeus entre os anos de 1806 e 1867.

## Família
Nascido no Castelo de Donaustauf, nos arredores de Ratisbona em 27 de maio de 1843, Paulo era o terceiro filho de Maximiliano Carlos, 6º Príncipe de Thurn e Taxis e de sua segunda esposa, a princesa Matilde Sofia de Oettingen-Oettingen e Oettingen-Spielberg. Em 1827. Seu pai tornou-se chefe do Serviço Postal de Thurn e Taxis, cuja sede havia sido transferida para Frankfurt am Main em 1810.

## Amizade com Luís II da Baviera
A pedido de seu pai ao rei Maximiliano II da Baviera, Paulo Maximiliano foi nomeado em 15 de novembro de 1861 subtenente do 2° Regimento de Artilharia Bávaro, sendo designado oficial de plantão do então herdeiro presuntivo do trono da Baviera, Príncipe Luís da Baviera em 1° de maio de 1863. Após a ascensão de Luís II ao trono em 1864, Paulo Maximiliano foi promovido a ajudante de ordens do rei em 18 de janeiro de 1865. Nos dois anos seguintes, Paulo de Thurn e Taxis, cuja beleza se equiparava à do rei, tornou-se o melhor amigo e confidente do monarca, que lhe deu o apelido de "Fiel Friedrich":
"Deixe-me assegurar-vos que eu sempre estimularei, com a mesma sinceridade, os sentimentos de gratidão e amor fiel a você que sustento em meu coração. Lembre-se, com amor, de seu fiel Luís." (Carta de Luís II a Paulo).
Embora essa paixão provavelmente não tenha sido expressada sexualmente, houve rumores em Munique de que Luís tinha intimidade sexual com seu ajudante de ordens.
Paulo parece ter mantido um diário mas, como tudo que lhe diz respeito nos arquivos da família Thurn e Taxis em Ratisbona, este foi destruído. Trecho de carta enviada por Paulo - de seu apartamento em Türkenstrasse 82, em Munique - a Luís, com data de 5 de maio de 1866:
"Querido e amado Luís! Estou encerrando meu diário com o pensamento nas lindas horas que passamos juntos naquela tarde, uma semana atrás, que me fez o homem mais feliz sobre a Terra ... Oh, Luís, Luís, sou devotado a você! Eu não aguentava as pessoas ao meu redor; sentei-me e, em meus pensamentos, estava com você ... Como meu coração bateu quando, ao passar pela Residenz, eu vi uma luz em sua janela."

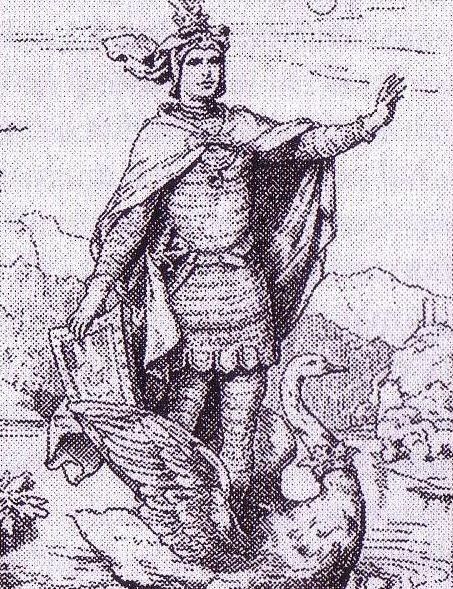
Paulo de Thurn e Taxis como Lohengrin.

Paulo Maximiliano e Luís compartilhavam a paixão por Richard Wagner, e pelo teatro. Ele foi presenteado com uma bela voz e cantou várias vezes perante o rei. Wagner ensaiou com Paulo Maximiliano um trecho da ópera Lohengrin, executada por ocasião do 20° aniversário do rei, em 25 de agosto de 1865 em Alpsee, Hohenschwangau. O trecho ensaiado foi magnificamente encenado por Paulo caracterizado de Lohengrin, vestindo uma armadura prateada brilhante, e puxado pelo lago por um cisne artificial, com todo o cenário iluminado por luz elétrica.
Depois que Richard Wagner foi obrigado a deixar Munique em 10 de dezembro de 1865, Paulo Maximiliano serviu como um mensageiro discreto e intermediário entre Luís e o compositor. Luís, aparentemente, brincou com a ideia de abdicar para poder acompanhar o seu herói no exílio, mas Wagner, com o auxílio de Paulo, o dissuadiu da ideia, enquanto ambos permaneceram incógnitos na villa de Wagner em Tribschen, em maio de 1866. Usando o pseudônimo "Friedrich Melloc", Paulo Maximiliano viajou sozinho para Tribschen novamente em 6 de agosto de 1866, obviamente para convencer Wagner a voltar para Munique. Trecho de uma carta de Paulo Maximiliano à Luís, datada de 7 de agosto de 1866:
"Acabo de deixar o círculo íntimo dos Caros Amigos (i.e., Richard & Cosima Wagner) e retirei-me para o aconchegante quartinho que compartilhamos quando estivemos aqui... Bela lembrança!... Ele e a Frau Vorstal (i.e., Richard & Cosima Wagner) enviaram as suas mais profundas saudações. Que Deus te proteja e te mantenha no trono. Este é o desejo deles e o meu próprio, pois só assim poderemos atingir o nosso elevado ideal. Os resultados da minha missão são os melhores e acredito que você vai aprová-los. ... Mas, agora, boa noite. Em meus pensamentos eu te saúdo mil vezes. Seu sincero e fiel Friedrich."

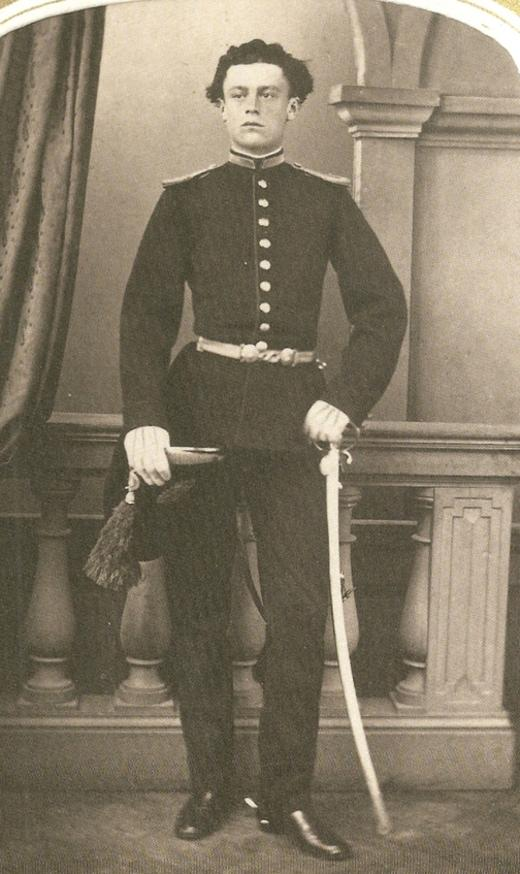
Príncipe Paulo Thurn und Taxis.

Mas logo o relacionamento entre Paulo e Luís azedou. Más línguas tentaram colocar-lo em descrédito. Boatos de que levava uma vida frívola chegaram aos ouvidos de Luís. Tendo pouca malícia em sua própria natureza, Luís jamais poderia se acostumar com isso e, provavelmente, acreditou nos rumores sobre Paulo.
Embora os sentimentos de Luís para com seu amigo tenham se aprofundado e amadurecido para um grande amor, a amizade era tão precariamente equilibrada que o leve tremor da realidade ameaçou levá-la a mergulhar no esquecimento. Paulo novamente titubeou dizendo e fazendo a escolha errada, demonstrando muita intimidade em uma ocasião e pouco afeto em outra. Triviais em si, tais incidentes depredaram a mente de Luís até tornarem-se insuportáveis. De uma vez por todas, ele cortou Paulo de sua vida. Aparentemente, a indiscrição final foi tão trivial que nem mesmo o próprio Paulo tenha se dado conta disso. Quando soube da sua queda em desgraça, ele enviou algumas cartas angustiadas para o rei, mas não recebeu nenhuma resposta de Luís. Carta de Paulo Maximiliano à Luís não datada, mas que estima-se ter sido escrita na metade de dezembro de 1866:
"Meu amado Luís! O que, em nome de todos os Santos, teu Friedrich fez para você? O que ele teria dito para não merecer um "boa noite" nem um "Auf Wiedersehen"? Como eu me sinto não posso dizer, mas minha mão trêmula pode mostrar-lhe minha inquietação interior. Eu não tinha a intenção de machucá-lo. Perdoe-me, seja bom comigo de novo. Eu temo o pior - eu não suporto isso. Que minhas notas possam alcançar tua reconciliação. Amém! Perdoe seu infeliz Friedrich."

## Casamento, rompimento com a família e morte

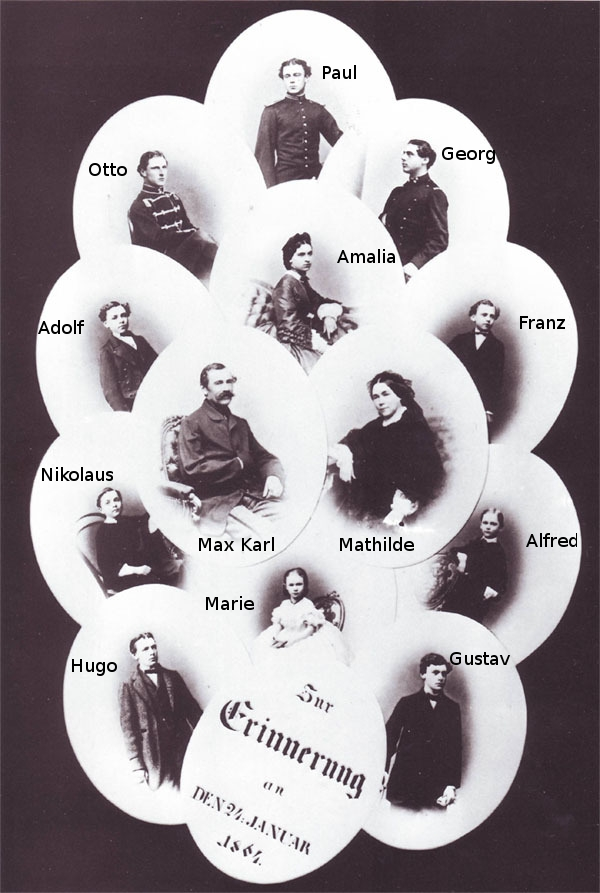
Paul Thurn und Taxis (no topo) junto com outros membros de sua família por ocasião das bodas de prata de seus pais, em 24 de janeiro de 1864.

Em 7 de novembro de 1866, Paulo foi liberado de suas funções como ajudante de ordens e transferidos para o regimento de artilharia "sob gracioso reconhecimento por seus serviços." A partir da metade de novembro 1866, ele começou a beber demasiadamente e num estado de confusão e angústia acabou envolvendo-se com a soubrette judia Elise Kreuzer, do Staatstheater am Gärtnerplatz. "com quem passou a noite em uma pensão local. Ele estava bêbado demais para lembrar. Na manhã seguinte, eles se separaram, mas no final de dezembro 1866, ela declarou que ele era o pai do filho que ela esperava".
Após o rompimento definitivo, Paulo e Luís nunca mais se viram. Em janeiro de 1867, Paulo Maximiliano se aposentou do exército bávaro em circunstâncias peculiares, as quais foram posteriormente denominadas como "deserção" pelo Ministro da Guerra Siegmund von Pranckh em 1872. Usando o pseudônimo "Rudolphi", Paulo Maximiliano mudou-se com Elise para Wankdorf, próximo a Berna, Suíça, onde o filho do casal, nascido em 30 de junho de 1867, foi batizado como Heinrich em homenagem ao avô materno, Heinrich Kreuzer, conhecido cantor de ópera.
Quando Paulo Maximiliano recebeu a notícia de que seus pais tinham encarregado a polícia bávara de rastreá-lo, a fim de convencê-lo a abandonar Elise, eles se mudaram para Mannheim e Ludwigshafen, em agosto de 1867. Em outubro do mesmo ano, Paulo Maximiliano integrou-se ao Teatro Municipal de Aachen sob o nome "Herr von Thurn" juntamente com Elise.
1867 foi um ano muito desafiador para a família Thurn und Taxis. Amália, a irmã de Paulo Maximiliano, faleceu em 12 de fevereiro de 1867, aos 22 anos de idade, e seu meio-irmão, Maximiliano Antonio Lamoral, Príncipe Hereditário de Thurn e Taxis, faleceu em 26 de junho de 1867, aos 36 anos. Com a anexação da Cidade Livre de Frankfurt, onde o Serviço Postal de Thurn e Taxis tinha sua sede em 1866, pelo Reino da Prússia durante a Guerra Austro-Prussiana, a era do monopólio postal da família Thurn e Taxis chegou ao fim, passando para o controle prussiano em 1° de julho de 1867.
Em 1868, Paulo Maximiliano foi obrigado por sua família a casar-se morganaticamente com Elise, sendo posteriormente deserdado, privado de todos os seus títulos, direitos de nascença e à pensão anual de 6 000 florins. Paulo continuou a escrever a Luís, mas sem qualquer resposta. Por fim, ele pediu ao rei para lhe conceder um título. Em 19 de junho de 1868, Luís o inscreveu na lista de nobreza da Baviera, como "Herr Paul von Fels". No entanto, sua petição para atribuição de nobreza hereditária foi recusada no dia 10 de dezembro de 1869, a pedido do Gabinete da Baviera.
Paulo Maximiliano tentou se reconciliar com Richard Wagner, conforme registrado por Cosima Wagner em seu diário, em 11 de abril de 1869.  Hans von Bülow não informa nada além de coisas ruins vindas de Munique; a principal é uma carta de Paulo de Fels (antigo Príncipe de Thurn e Taxis), que deseja uma espécie de encontro e, para obtê-lo, nos conta toda sorte de fofocas. Às três da tarde, um passeio de barco com os três pequenos e Richard Wagner".
O ex-príncipe iniciou uma nova tentativa de se reconciliar com seu pai e visitou-o, juntamente com Elise, em 3 de agosto de 1869, no Castelo de Donaustauf, obviamente sem sucesso. Paulo tornou-se, então, ator de teatro em Zurique, Suíça, mas encerrou sua carreira após ter sido vaiado no palco.
Após a morte de seu pai em 10 de novembro de 1871, sua cunhada, Helena de Thurn und Taxis, tornou-se chefe não oficial da família até que seu filho, Maximiliano Maria, o príncipe hereditário, atingisse a maioridade em 24 de junho de 1883. Conhecida por suas habilidades diplomáticas, ela tentou reatar os laços entre Paulo Maximiliano e Luís II (primo de Helena) e, segundo relatos dos jornais de 1874, ele recuperaria seu nome de família e se tornaria marechal do Palácio de Herrenchiemsee e Master of the Revels do rei. No entanto, por razões desconhecidas, nada disso se concretizou. Ente 1877 e 1878, Elise foi a prima donna do teatro de Friburgo.
Pouco depois Paulo Maximiliano contraiu tuberculose, e foi com sua esposa para Lugano onde seu estado de saúde se agravou. Elise envolveu-se com um oficial prussiano, hospedado no mesmo hotel, e fugiu com ele "deixando o marido, que havia desistido de tudo por ela, morrer sem assistência" em Cannes em 10 de março de 1879. "lembrando o único verdadeiro amor da sua vida". Seu corpo foi sepultado no Cimetière du Grand Jas, Allée du Silence, no. 33.
Em 1879, a viúva de Paulo Maximliano, sob o nome da Sra. "Elisabeth von Fels", ingressou no Teatro Municipal de Lübeck. juntamente com Arno Cabisius, com quem se casou em 1881. Em 1891, Cabisius tornou-se diretor do Teatro Municipal de Magdeburg, o qual liderou até sua morte em 6 de março de 1907. Elisabeth Cabisius-Kreuzer assumiu a direção do mesmo até o final da temporada 1907-1908, para concluir o contrato de seu marido. O destino do filho de Paulo Maximiliano, Heinrich von Fels, que foi deixado para trás com seu pai quando Elise abandonou sua família, permanece obscuro.

## Nota
1. ↑  O registro militar de Paulo Maximiliano mostra sua identificação como sendo a de n° KA OP 69 547. Militärgeschichtliche Mitteilungen, fl. 18 da Alemanha Ocidental. Militärgeschichtliches Forschungsamt Notizen: Ago. 18 – 1970, p. 101
2. ↑  Os dois tornaram-se grandes amigos após passarem três semanas juntos em Berchtesgaden, em setembro de 1863. Desmond Chapman-Huston (1993); Ludwig II: The Mad King of Bavaria. Barnes & Noble, New York, p. 43
3. ↑  ..."ein Brief von Hans, der lauter Übles aus München berichtet; und dazu einen Brief von Paul von Fels (ehemals Fürst Taxis), welcher irgend eine Anstellung wünscht und um diese zu erobern, lauter Klatschgeschichten mitteilt!" Cosima Wagner, Martin Gregor-Dellin, Dietrich Mack, Geoffrey Skelton (1978); Cosima Wagner's Diaries, Volume 1, p. 85
4. ↑  De acôrdo com Baring-Gould, ela "exigia que seu marido, sempre que ela atuava, atirasse um buquê aos seus pés e que seus amigos deviam fazer o mesmo". Baring-Gould, Sabine (1925), Further Reminiscences 1864 to 1894, pp. 53-87